# Fågelsången (naturreservat)
Fågelsången är ett naturreservat i Timrå kommun i Västernorrlands län.
Området är naturskyddat sedan 1997 och är 55 hektar stort. Reservatet ligger vid Klingerfjärdens östra strand och består av lövskog på tidigare ängar och öppna betesmarker.